# Cheilanthes peninsularis
Cheilanthes peninsularis là một loài thực vật có mạch trong họ Adiantaceae. Loài này được Maxon miêu tả khoa học đầu tiên năm 1908.